# Jazz à Saint-Germain-des-Prés Paris
Le Festival Jazz à Saint-Germain-des-Prés Paris est un festival de jazz qui se déroule de fin mai à début juin dans plusieurs lieux de la ville de Paris, et pour des raisons historiques plus particulièrement dans le quartier Saint-Germain-des-Prés (Sorbonne, Abbaye de Saint-Germain-des-Prés, Théâtre de l'Odéon, Sciences-Po, Hôtel Lutetia, Maison des Océans, etc.)
Le Festival Jazz à Saint-Germain-des-Prés Paris a été lancé en 2001 par l'association L'esprit Jazz, créée en 1999 sous l’impulsion de Joël Le Roy, Frédéric Charbaut et Donatienne Hantin.
Le Festival Jazz à Saint-Germain-des-Prés Paris mêle les genres musicaux, associant parfois au jazz le gospel et les musiques du monde. La programmation laisse une place importante aux jeunes talents et aux artistes confirmés. 
À côté du "Tremplin Jeunes Talents" se déroule le "Jazz au féminin". Des expositions photographiques, des rencontres Jazz & Bavardages, des dégustations, etc. sont également proposés par le festival parisien. 

## Sources
1. ↑  Fiche biographique sur espritjazz.com
2. ↑  http://www.espritjazz.com/esprit-jazz-paris-saint-germain-des-pres-festival/